# За дверима (фільм, 1919)
«За дверима» (англ. Behind the Door) — американська військова драма режисера Ірвіна Віллата 1919 року.

## Сюжет
Німецько-американський морський офіцер мстить командиру німецького підводного човна, який скривдив його дружину.

## У ролях
- Гобарт Босворт — Оскар Краг
- Джейн Новак — Аліса Морзе
- Воллес Бірі — лейтенант Брандт
- Джеймс Гордон — Білл Тевіш
- Річард Вейн — Мак-Квестін
- Дж. П. Локні — Метью Морзе
- Гібсон Гоуланд — Гідеон Бланк
- Отто Гоффман — Марк Арнольд